# Metelisaari (ö i Päijänne-Tavastland)
Metelisaari är en ö i Finland. Den ligger i sjön Vanjärvi och i kommunen Sysmä i den ekonomiska regionen  Lahtis ekonomiska region  och landskapet Päijänne-Tavastland, i den södra delen av landet, 160 km norr om huvudstaden Helsingfors. Öns area är 0,4 hektar och dess största längd är 80 meter i öst-västlig riktning.